# Gerd Laugesen
Gerd Laugesen, født 1979 i Århus, er en dansk forfatter og journalist, datter af digteren Peter Laugesen og uddannet cand.mag. fra RUC.
Hun debuterede som skønlitterær forfatter i 2009 med Møder, udgivet på forlaget Tiderne Skifter. 

## Eksterne referencer
- http://www.gerdlaugesen.dk/ (Webside+ikke+længere+tilgængelig)